# Pisidium subtruncatum
Pisidium subtruncatum е вид мида от семейство Sphaeriidae.